# Sredozema sjekirica
Sredozema sjekirica (Securigera securidaca) je vrsta biljke iz roda Securigera u potporodici Faboideae.

## Opis

### Vegetativne karakteristike
Sredozemna sjekirica je jednogodišnja zeljasta biljka koja doseže visinu od 10 do 50 cm. Uspravna je i samo rijetko dlakava. Stabljike su uglate i više ili manje dlakave.
Peraste lisne ploške sastoje se od 7 do 17 duguljastih do obrnuto jajolikih, skraćenih do udubljenih, sitno bodljikavih i golih, vrlo kratkodrvenih listića s cijelim rubom.

### Generativne značajke
Razdoblje cvatnje je od travnja do lipnja. Pet do osam relativno dugih cvjetova s stabljikom raspoređeno je u cvatu u obliku štita.
Hermafroditni cvijet je zigomorfan i petolatičan s dvostrukim cvjetnim omotačem. Zlatnožuti vjenčić ima tipičan oblik leptirastog cvijeta i dug je od 6 do 12 mm.
Uspravna, gola do dlakava mahuna duga je 5 do 10 cm, uska, ravna, trokutasta i nesegmentirana. Na gornjem kraju završava kljunom dugim 15 do 30 mm koji je na vrhu zakrivljen.
Broj kromosoma je 2n = 12.

## Rasprostranjenost
Sredozemna sjekirica rasprostranjena je od Maroka i Španjolske preko Sredozemlja do Kavkaza i Irana.
Raste na pašnjacima, obrađenom zemljištu i uz ceste.

## Taksonomija
Prva objava bila je 1753. godine pod nazivom (bazionim) Coronilla securidaca od strane Carla von Linnéa u Species Plantarum, Tomus 2, str. 743. Nova kombinacija Securigera securidaca  Degen & Dörfl. objavili su 1897. Árpád von Degen i Ignaz Dörfler u Prilogu flori Albanije i Makedonije. Rezultati putovanja koje je poduzeo I. Dörfler 1893. godine. u memorandumu. Imperial Akademski Znanstveni , Beč. Matematika. -Prirodne znanosti Razred , Svezak 64, str. 718. Drugi sinonimi za Securigera securidaca  Degen & Dörfl. su: Bonaveria securidaca  Halacsy, Coronilla parviflora  , legitimna sigurnost  , Securigera coronilla.DC.

## Vanjske poveznice
- Thomas Meyer, Michael Hassler: Podatkovni list s fotografijama na Mediteranskoj i alpskoj flori